# نيمبا
نيمبا (بالإنجليزية: Numba)‏ هو محول آني مفتوح المصدر يستعمل إل إل في إم لترجمة شيفرة (كود) مكتوبة ببايثون إل شيفرة الآلة.

## وصلات خارجية
- الموقع الرسمي